# ホセ・カスティーヨ (投手)
ホセ・グレゴリオ・カスティーヨ・トーバー（José Gregorio Castillo Tovar, 1996年1月10日 - ）は、ベネズエラのカラボボ州バレンシア出身のプロ野球選手（投手）。左投左打。MLBのニューヨーク・メッツ傘下所属。愛称は大男を意味するビッグ・デュード（Big Dude）。

## 経歴

### プロ入りとレイズ傘下時代
2012年7月にアマチュア・フリーエージェントでタンパベイ・レイズと契約してプロ入り。
2013年、傘下のルーキー級ガルフ・コーストリーグ・レイズでプロデビュー。12試合（先発3試合）に登板して2勝2敗、防御率5.87、25奪三振を記録した。
2014年もルーキー級ガルフ・コーストリーグ・レイズでプレーし、3試合に登板して防御率3.86、4奪三振を記録した。

### パドレス時代
2014年12月19日にレネ・リベラ、バーチ・スミス、ジェイク・バウアーズとのトレードで、ウィル・マイヤーズ、ライアン・ハニガン、ヘラルド・レイエスと共にサンディエゴ・パドレスへ移籍した。
2015年は傘下のA-級トリシティ・ダストデビルズとA級フォートウェイン・ティンキャップスでプレーし、2球団合計で19試合（先発18試合）に登板して4勝2敗、防御率3.74、51奪三振を記録した。
2016年はA-級トリシティ、A級フォートウェイン、A+級レイクエルシノア・ストームでプレーし、3球団合計で20試合に登板して2勝2敗2セーブ、防御率2.03、49奪三振を記録した。
2017年はまず、シーズン開幕前の2月8日に第4回ワールド・ベースボール・クラシック(WBC)のベネズエラ代表に選出された。シーズンではA+級レイクエルシノアとAA級サンアントニオ・ミッションズでプレーし、2球団合計で47試合に登板して4勝2敗1セーブ、防御率2.88、59奪三振を記録した。オフの11月20日にルール・ファイブ・ドラフトでの流出を防ぐために40人枠入りした。
2018年は開幕をAA級サンアントニオで迎え、AAA級エルパソ・チワワズを経て6月2日にメジャー初昇格を果たした。同日のシンシナティ・レッズ戦でメジャーデビュー。この年メジャーでは37試合に登板して3勝3敗、防御率3.29、52奪三振、12ホールドを記録した。
2019年は手の靭帯断裂のため、わずか1試合の登板にとどまった。
2020年は新型コロナウイルスへの罹患や左広背筋の肉離れのため、シーズン全体を欠場することになった。
2021年3月にトミー・ジョン手術を受け、シーズン全休及び復帰は2022年になる見込みであると報じられた。オフの11月30日にFAとなった。
2022年3月13日にマイナー契約で再契約を結んだ。4月にマイナーで実戦復帰し、8月23日にアクティブ・ロースター入り。翌24日のクリーブランド・ガーディアンズ戦で3年ぶりにメジャー復帰を果たした。
2023年はAAA級エルパソ・チワワズで開幕を迎えたが、22試合に登板して1勝3敗2セーブ、防御率9.82と苦戦した。7月4日にメジャーに昇格したが、同日のロサンゼルス・エンゼルス戦で1/3回を投げ、2被安打、2四球、4失点と期待に応えられず、7月7日には再びマイナー降格。7月20日にDFAとなった。

### マーリンズ傘下時代
2023年7月25日に金銭トレードでマイアミ・マーリンズに移籍した。移籍後はAAA級ジャクソンビル・ジャンボシュリンプで14試合に登板、3勝1敗、防御率5.59という成績を残したが、メジャー昇格の機会はなかった。オフの10月5日にFAとなった。

### ダイヤモンドバックス時代
2023年11月27日にアリゾナ・ダイヤモンドバックスとマイナー契約を結んだ。シーズン終了後にFAとなるも、2024年11月27日にマイナー契約を再び結んだ。
翌2025年5月1日にA.J.パックの故障者リスト入りなどに伴ってメジャーに昇格した。昇格後5試合に登板したが6.1回を投げて3本の本塁打を浴びるなど8失点、防御率11.37と結果を残せず、同月12日にジョーダン・ロウラーの昇格とケンドール・グレーブマンの復帰に伴い、ギャレット・ハンプソンと共にDFAとなった。

### メッツ時代
2025年5月15日に金銭トレードでニューヨーク・メッツに移籍し、同日中にケビン・ハーゲットと入れ替わる形で40人枠入りし、2日後にアクティブ・ロースター入りした。メッツでは13試合の登板で3ホールドを記録したものの、6月24日のアトランタ・ブレーブス戦で2失点を喫して翌25日にジョナサン・ピンタロの昇格とブランドン・ワッデルの復帰に伴って、リチャード・ラブレディと共にDFAとなった。

## 投球スタイル
スライダーとフォーシームの2種類で組み立てている。

## 詳細情報

### 年度別投手成績
| 年 度    | 球 団    | 登 板 | 先 発 | 完 投 | 完 封 | 無 四 球 | 勝 利 | 敗 戦 | セ 丨 ブ | ホ 丨 ル ド | 勝 率 | 打 者 | 投 球 回 | 被 安 打 | 被 本 塁 打 | 与 四 球 | 敬 遠 | 与 死 球 | 奪 三 振 | 暴 投 | ボ 丨 ク | 失 点 | 自 責 点 | 防 御 率 | W H I P |
| -------- | -------- | ----- | ----- | ----- | ----- | -------- | ----- | ----- | -------- | ----------- | ----- | ----- | -------- | -------- | ----------- | -------- | ----- | -------- | -------- | ----- | -------- | ----- | -------- | -------- | ------- |
| 2018     | SD       | 37    | 0     | 0     | 0     | 0        | 3     | 3     | 0        | 12          | .500  | 150   | 38.1     | 23       | 3           | 12       | 1     | 3        | 52       | 1     | 0        | 14    | 14       | 3.29     | 0.91    |
| 2019     | SD       | 1     | 0     | 0     | 0     | 0        | 0     | 0     | 0        | 0           | ----  | 4     | 0.2      | 0        | 0           | 1        | 0     | 1        | 2        | 1     | 0        | 0     | 0        | 0.00     | 1.50    |
| 2022     | SD       | 1     | 0     | 0     | 0     | 0        | 0     | 0     | 0        | 0           | ----  | 5     | 1.0      | 1        | 0           | 1        | 0     | 0        | 1        | 0     | 0        | 1     | 1        | 9.00     | 2.00    |
| 2023     | SD       | 1     | 0     | 0     | 0     | 0        | 0     | 0     | 0        | 0           | ----  | 6     | 0.1      | 2        | 0           | 2        | 0     | 1        | 0        | 0     | 0        | 4     | 4        | 108.00   | 12.00   |
| 2025     | ARI      | 5     | 0     | 0     | 0     | 0        | 0     | 1     | 0        | 0           | .000  | 31    | 6.1      | 10       | 3           | 3        | 0     | 0        | 3        | 0     | 3        | 8     | 8        | 11.37    | 2.05    |
| 2025     | NYM      | 13    | 0     | 0     | 0     | 0        | 0     | 1     | 0        | 3           | .000  | 58    | 11.1     | 16       | 0           | 6        | 0     | 4        | 14       | 1     | 0        | 5     | 3        | 2.38     | 1.94    |
| MLB：4年 | MLB：4年 | 40    | 0     | 0     | 0     | 0        | 3     | 3     | 0        | 12          | .500  | 165   | 40.1     | 26       | 3           | 16       | 1     | 5        | 55       | 2     | 0        | 19    | 19       | 4.24     | 1.04    |

- 2024年度シーズン終了時

### 年度別守備成績
| 年 度 | 球 団 | 投手（P） | 投手（P） | 投手（P） | 投手（P） | 投手（P） | 投手（P） |
| 年 度 | 球 団 | 試 合     | 刺 殺     | 補 殺     | 失 策     | 併 殺     | 守 備 率  |
| ----- | ----- | --------- | --------- | --------- | --------- | --------- | --------- |
| 2018  | SD    | 37        | 2         | 0         | 0         | 0         | 1.000     |
| 2019  | SD    | 1         | 0         | 0         | 0         | 0         | ----      |
| 2022  | SD    | 1         | 0         | 0         | 0         | 0         | ----      |
| MLB   | MLB   | 39        | 2         | 0         | 0         | 0         | 1.000     |

- 2022年度シーズン終了時

### 背番号
- 65（2018年 - 2019年、2022年 - 2023年）
- 66（2025年 - 同年5月11日）
- 54（2025年5月19日 - 同年6月24日）

### 代表歴
- 2017 ワールド・ベースボール・クラシック・ベネズエラ代表